# Tomoki Suzuki
Tomoki Suzuki (鈴木 智樹 Suzuki Tomoki?), född 8 juni 1985 i Hokkaido prefektur, är en japansk före detta fotbollsspelare.
Suzuki började sin karriär 2004 i Consadole Sapporo. Han spelade 78 ligamatcher för klubben. Han avslutade karriären 2008.